# Pachycephala homeyeri
El silbador culiblanco (Pachycephala homeyeri) es una especie de ave paseriforme de la familia Pachycephalidae.

## Distribución geográfica y hábitat
Es endémica de algunas islas al noreste de Borneo (Malasia) y de las Filipinas.
Sus hábitats naturales son los bosques bajos húmedos y los bosques montanos húmedos subtropicales o tropicales.

## Subespecies
Se reconocen las siguientes según IOC:
- P. h. homeyeri: sur y sudoeste de Filipinas, Sipadan y otras pequeñas islas al este de Borneo.
- P. h. major: Cebú.
- P. h. winchelli: oeste-centro de Filipinas.